# Empecta cuprea
Empecta cuprea är en skalbaggsart som beskrevs av Blanchard 1851. Empecta cuprea ingår i släktet Empecta och familjen Melolonthidae. Inga underarter finns listade i Catalogue of Life.